# Kilomètre zéro (livre)
 (novembre 2023).
 (novembre 2023).
La mise en forme du texte ne suit pas les recommandations de Wikipédia : il faut le « wikifier ».
Les points d'amélioration suivants sont les cas les plus fréquents :
- Les titres sont pré-formatés par le logiciel. Ils ne sont ni en capitales, ni en gras.
- Le texte ne doit pas être écrit en capitales (les noms de famille non plus), ni en gras, ni en italique, ni en « petit »…
- Le gras n'est utilisé que pour surligner le titre de l'article dans l'introduction, une seule fois.
- L'italique est rarement utilisé : mots en langue étrangère, titres d'œuvres, noms de bateaux, etc.
- Les citations ne sont pas en italique mais en corps de texte normal. Elles sont entourées par des guillemets français : « et ».
- Les listes à puces sont à éviter, des paragraphes rédigés étant largement préférés. Les tableaux sont à réserver à la présentation de données structurées (résultats, etc.).
- Les appels de note de bas de page (petits chiffres en exposant, introduits par l'outil «  Source ») sont à placer entre la fin de phrase et le point final[comme ça].
- Les liens internes (vers d'autres articles de Wikipédia) sont à choisir avec parcimonie. Créez des liens vers des articles approfondissant le sujet. Les termes génériques sans rapport avec le sujet sont à éviter, ainsi que les répétitions de liens vers un même terme.
- Les liens externes sont à placer uniquement dans une section « Liens externes », à la fin de l'article. Ces liens sont à choisir avec parcimonie suivant les règles définies. Si un lien sert de source à l'article, son insertion dans le texte est à faire par les notes de bas de page.
- La présentation des références doit suivre les conventions bibliographiques. Il est recommandé d'utiliser les modèles {{Ouvrage}}, {{Chapitre}}, {{Article}}, {{Lien web}} et/ou {{Bibliographie}}. Le mode d'édition visuel peut mettre en forme automatiquement les références.
- Insérer une infobox (cadre d'informations à droite) n'est pas obligatoire pour parachever la mise en page.

Pour une aide détaillée, merci de consulter Aide:Wikification.
Si vous pensez que ces points ont été résolus, vous pouvez retirer ce bandeau et améliorer la mise en forme d'un autre article.
Pour les articles homonymes, voir Kilomètre zéro.
Kilomètre zéro est un roman français écrit par Maud Ankaoua, publié par Marguerite Cardoso aux Éditions Eyrolles en 2017. Il s'agit du premier roman de l’auteure. Le récit suit Maëlle parisienne active survoltée qui va être amenée à reconsidérer ses priorités.

## Résumé
Maëlle travaille dans l’environnement très exigeant des start-up. Elle est directrice financière d’une de ces sociétés fondées sur un modèle de croissance rapide. En pleine expansion, la start-up qui l’emploie exige d’elle une présence assidue. Maëlle s’épuise sans s’en rendre compte. Elle est complètement accroc à son travail.
Jusqu’au jour où sa meilleure amie, Romane, lui demande son aide. C’est une question de vie ou de mort.
Maëlle se rend alors au Népal pour quelques jours, comme lui a demandé son amie, toutefois très frustrée de devoir laisser sa vie professionnelle en suspens.
Finalement, le voyage va durer plus longtemps que prévu et d’expériences en rencontres, c’est toute la vie de Maëlle qui va être bouleversée,,.

## Un roman inspiré de la vie de son auteure
En 2010, après la vente de sa société, Maud Ankaoua est proche du burn-out et très loin de ses valeurs fondamentales. Sur le plan professionnel, sa réussite est indiscutable pourtant elle décide de partir pratiquement du jour au lendemain, organisant en quatre jours son départ au Népal. Elle passera cinq semaines dans l’Himalaya avec un sherpa, dans le silence absolu. Un voyage pour se reconnecter à elle-même et à ses valeurs. Elle rentrera en France métamorphosée,,.

## Un roman de développement personnel
Un premier roman de Maud Ankoua, Kilomètre zéro sous-titré Le chemin du bonheur.
Il s’inspire largement du vécu de son auteure mais il a également vocation à être un guide pour les lecteurs. C’est une quête dans laquelle se lance le personnage principal du roman pour sauver sa meilleure amie.  Ce voyage initiatique est à la fois extérieur, elle se rend véritablement au Népal mais également intérieur. Intérieur car l’héroïne au fil des jours de marche dans les montagnes de l’Himalaya se reconnecte progressivement à ses valeurs et à ce qu’elle est.
Le livre enseigne le pouvoir de l’amour : l’amour de soi en premier lieu mais également l’amour des autres et de tout le vivant dans son intégralité. L’auteure présente les étapes d’un cheminement pour apprendre à se trouver ou à se retrouver.
Il s'inscrit dans la mouvance des romans feel-good.

## Statistiques de vente

### Palmarès Pro
- Classement : 31
- Meilleur classement : 3 (1 semaine)
- Semaines de présence : 200
- Première entrée : 07/10/2019

### Top 50 Littérature (poche)
- Classement : 9
- Meilleur classement : 1 (1 semaine)
- Semaines de présence : 192
- Première entrée : 11/11/2019

## Éditions
Le 2 octobre 2019, le livre sort au format poche aux Éditions J’ai lu.
Le 2 novembre 2023, Eyrolles propose une édition collector, six ans après la sortie du livre.